# Kälaslåtten
Kälaslåtten este o arie protejată (arie specială de conservare — SAC, sit de importanță comunitară — SCI) din Suedia întinsă pe o suprafață de 374,3 ha, integral pe uscat.

## Localizare
Centrul sitului Kälaslåtten este situat la coordonatele 63°38′06″N 15°00′07″E / 63.6351°N 15.0019°E.

## Înființare
Situl Kälaslåtten a fost declarat sit de importanță comunitară în decembrie 1995 pentru a proteja 2 specii de plante. Situl a fost protejat și ca arie specială de conservare în martie 2011.

## Biodiversitate
Situată în ecoregiunea boreală, aria protejată conține 4 habitate naturale: Taiga vestică, Mlaștini alcaline, Păduri fino-scandinave bogate în ierburi cu Picea abies, Păduri caducifoliate de mlaștină fino-scandinave.
La baza desemnării sitului se află mai multe specii protejate de  plante (2): papucul doamnei (Cypripedium calceolus), ochii-șoricelului (Saxifraga hirculus).